# Бамбуковий м'якохвіст
Бамбуковий м'якохві́ст (Clibanornis) — рід горобцеподібних птахів родини горнерових (Furnariidae). Представники цього роду мешкають в Мексиці, Центральній і Південній Америці.

## Види
Виділяють п'ять видів:
- М'якохвіст бамбуковий (Clibanornis dendrocolaptoides)
- Філідор рудий (Clibanornis rectirostris)
- Філідор рудоголовий (Clibanornis erythrocephalus)
- Філідор-лісовик іржастий (Clibanornis rubiginosus)
- Філідор колумбійський (Clibanornis rufipectus)[6][7]

Раніше рід Clibanornis вважався монотиповим і включав лише бамбукового м'якохвоста, однак за результатами молекулярно-генетичного дослідження до цього роду були переведені види, яких раніше відносили до родів Філідор-лісовик (Automolus) і Рудий філідор (Hylocryptus).

## Етимологія
Наукова назва роду Clibanornis походить від сполучення слів дав.-гр. κλιβανος — піч і ορνις — птах.